# Merikoskenkatu
Merikoskenkatu  est une rue du quartier de Tuira à Oulu en Finlande.

## Présentation
Elle part de la rive nord du  fleuve Oulujoki à l'intersection de Koskitie et se termine à l'intersection de la rue suivante, Valtatie, et elle est prolongée  vers le nord en direction de Kuivasjärvi par la Kemintie nommée aussi Yhdystie 8156.
La rue est à quatre voies sur toute sa longueur, et il y a des voies de bus et des aires de stationnement séparées de chaque côtés.
La rue est bordée par des immeubles résidentiels de grande hauteur.
Merikoskenkatu a reçu son nom après 1961.  Avant cette époque, elle était connu sous le nom de Huvilatie.

## Circulation
Merikoskenkatu est une voie de circulation importante et une plaque tournante des transports en commun. 
La rue a des arrêts de bus utilisés pour le trafic express, longue distance, régional et local, utilisés par presque tous les services locaux et régionaux en direction du nord et de l'est, ainsi que les services interurbains et express.
Les salles de pause des chauffeurs de bus de Koskilinjat sont situées sur Merikoskenkatu, où s'opèrent les changements de chauffeurs.

## Galerie

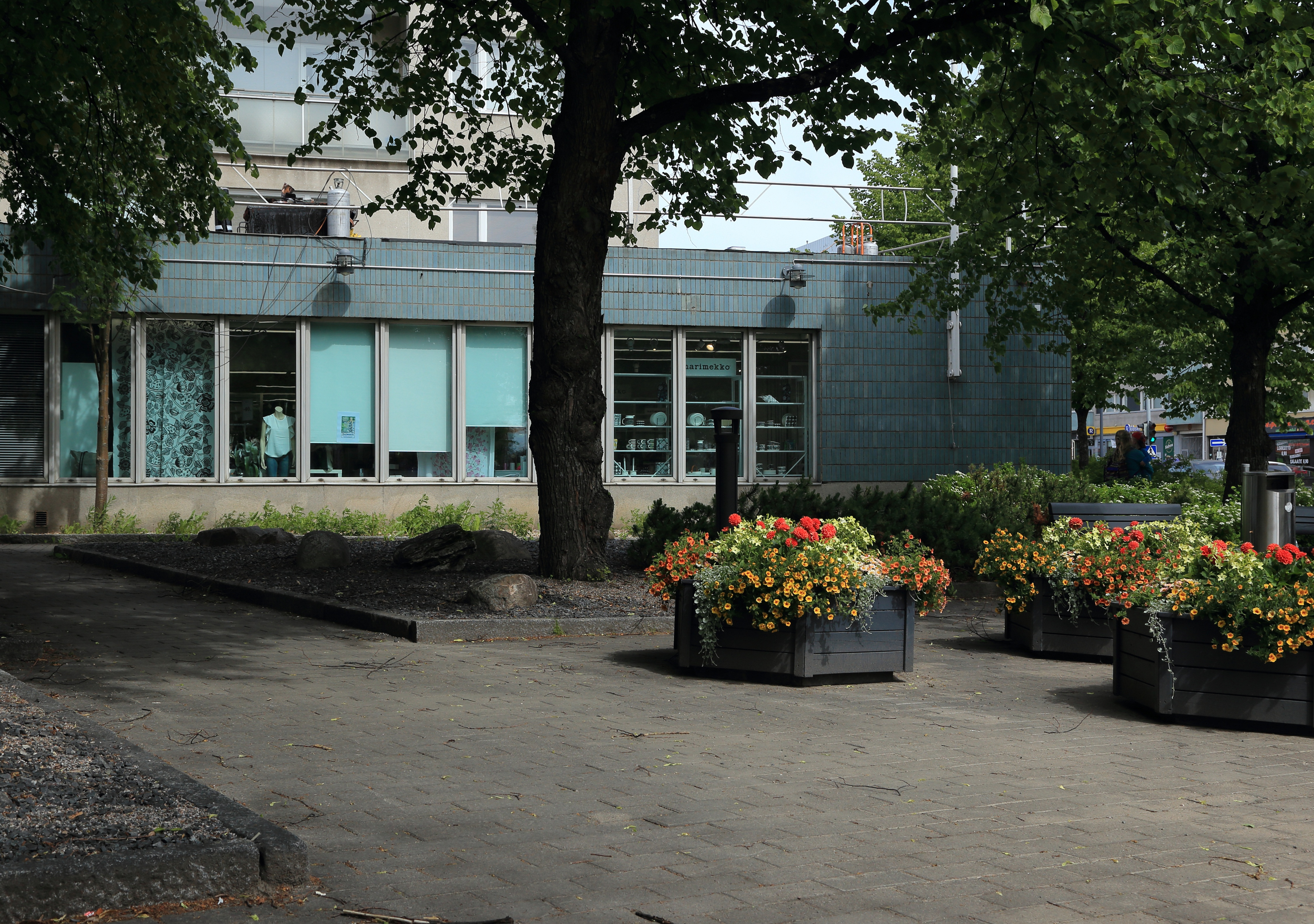
Placette au coin de Merikoskenkatu et Koskitie.
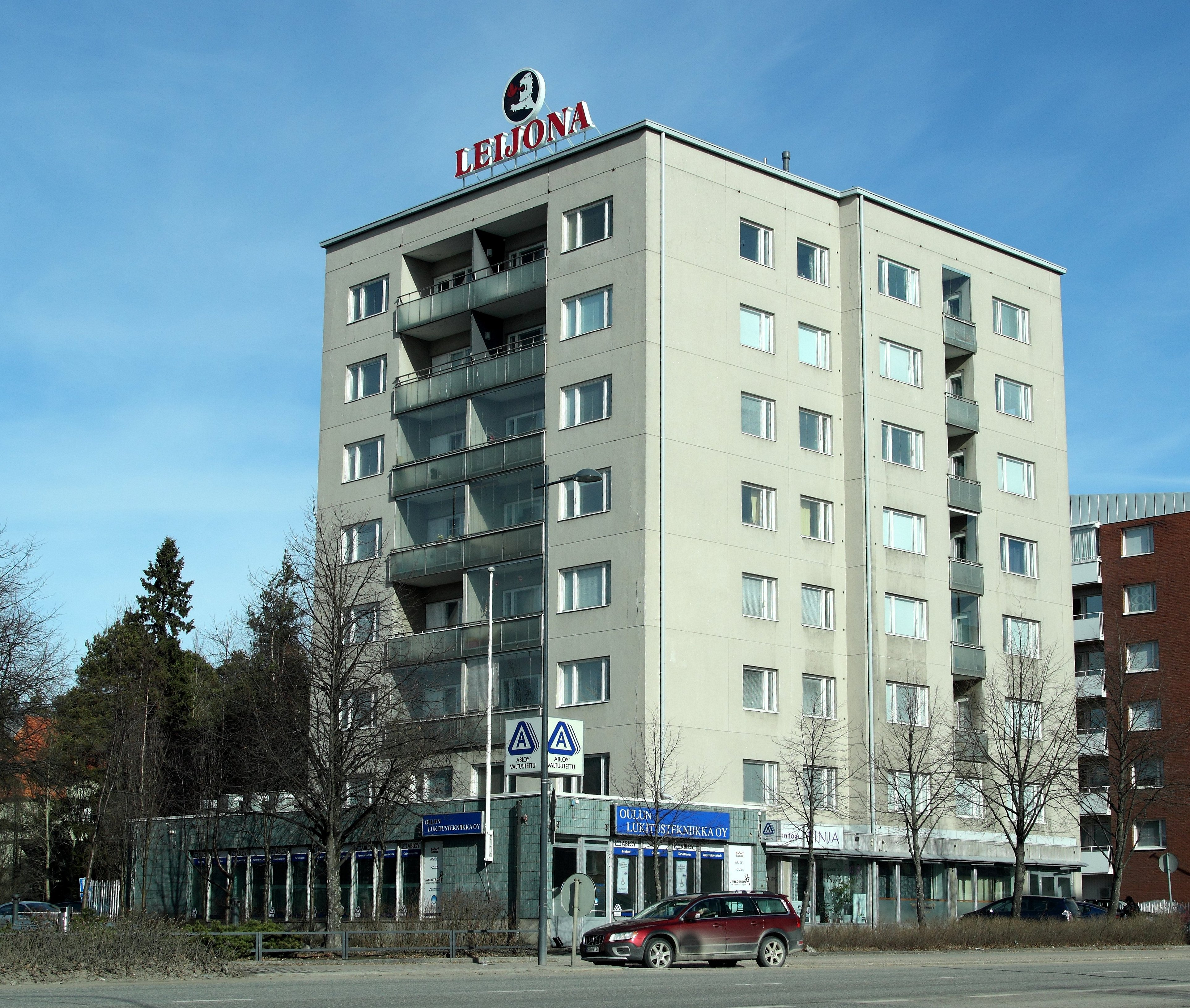
Merikoskenkatu 1[2].
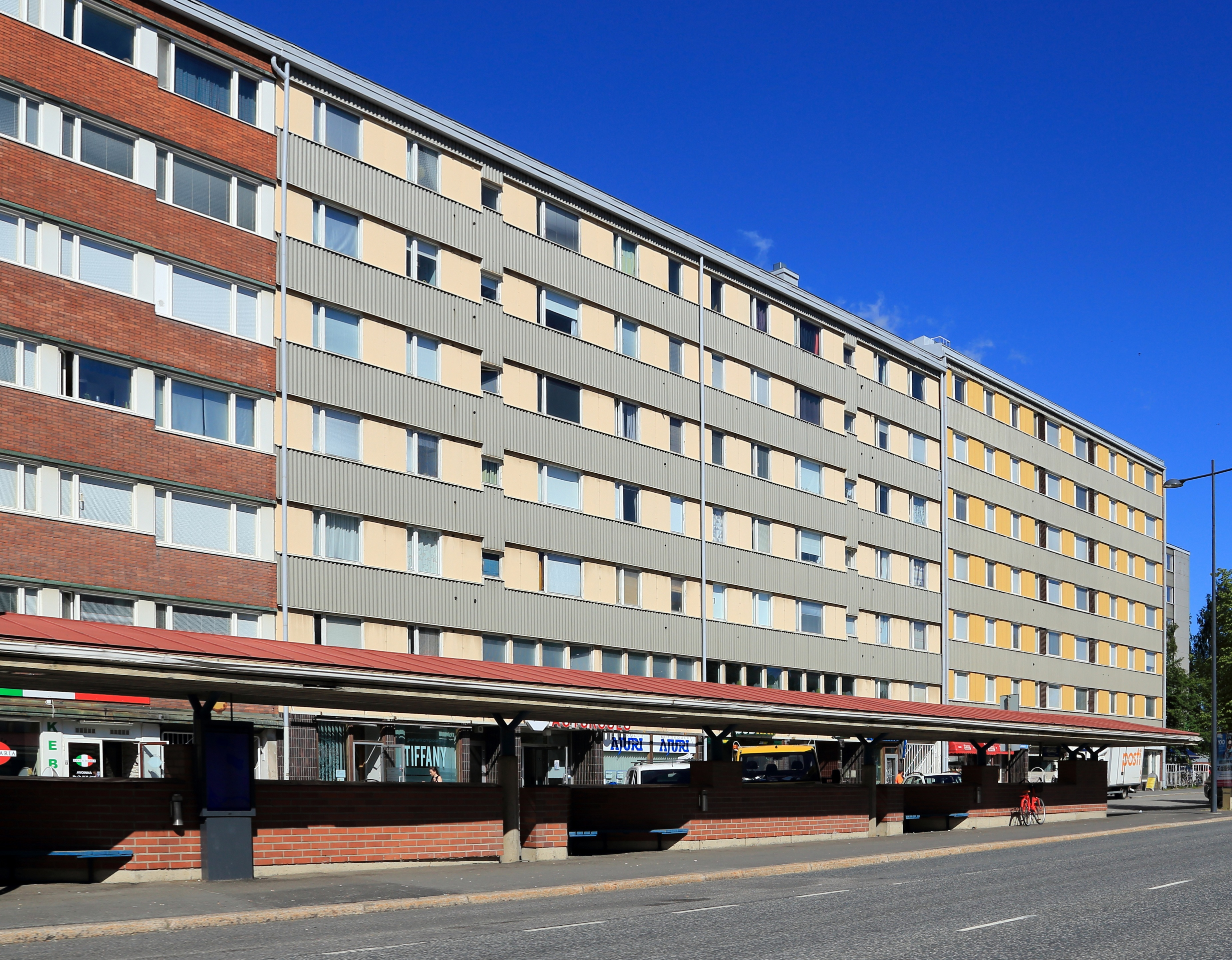
Merikoskenkatu.
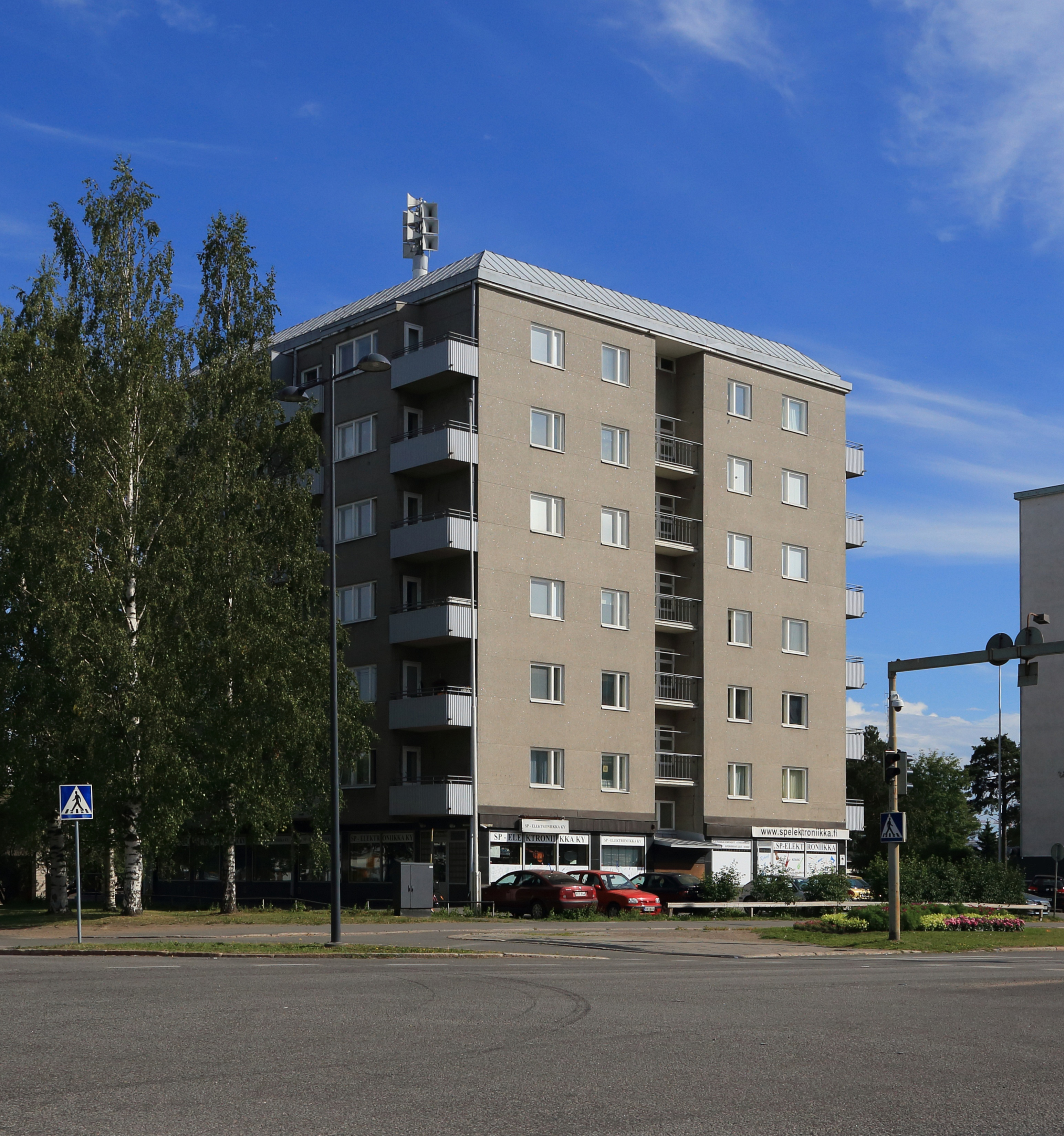
Merikoskenkatu 12.
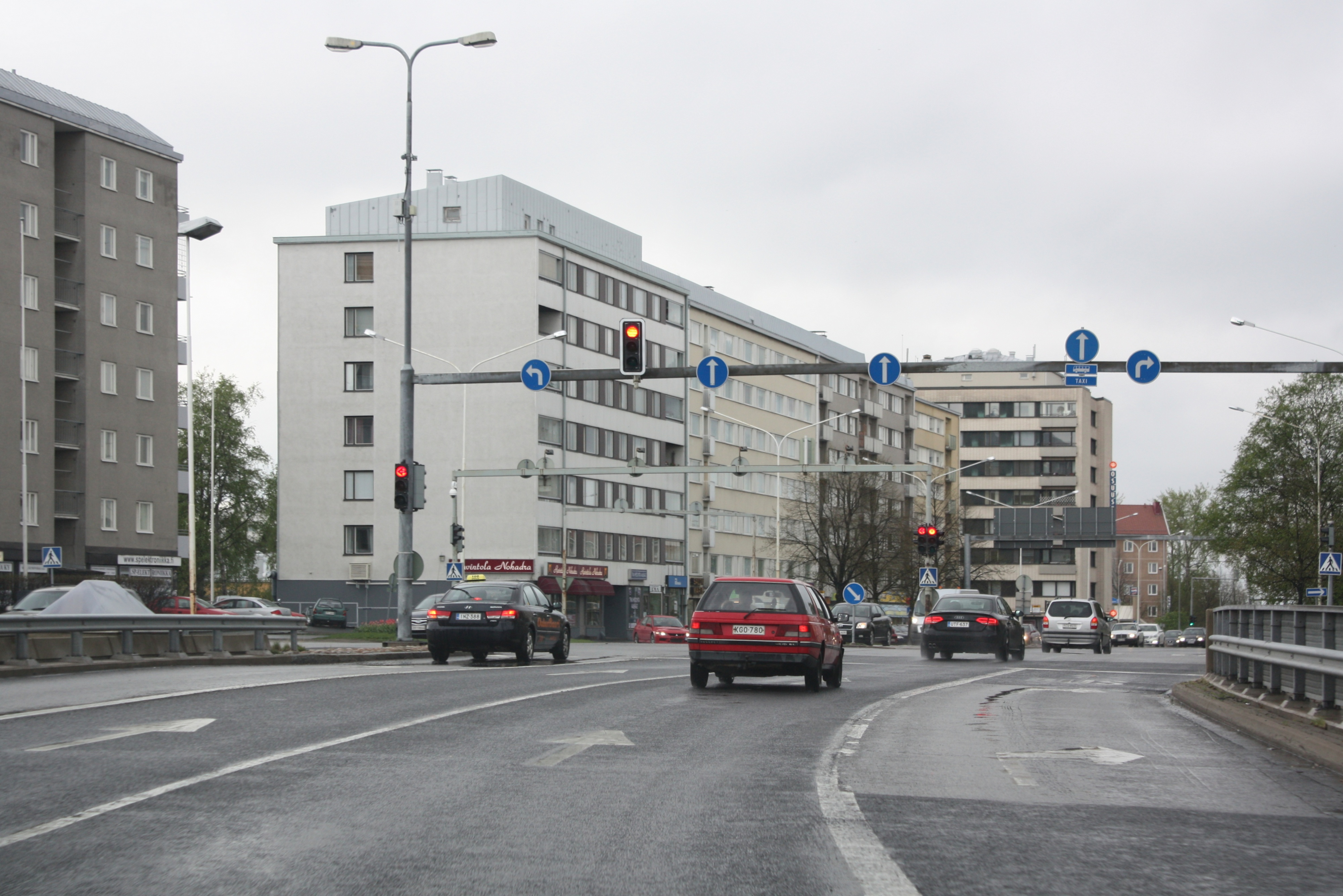
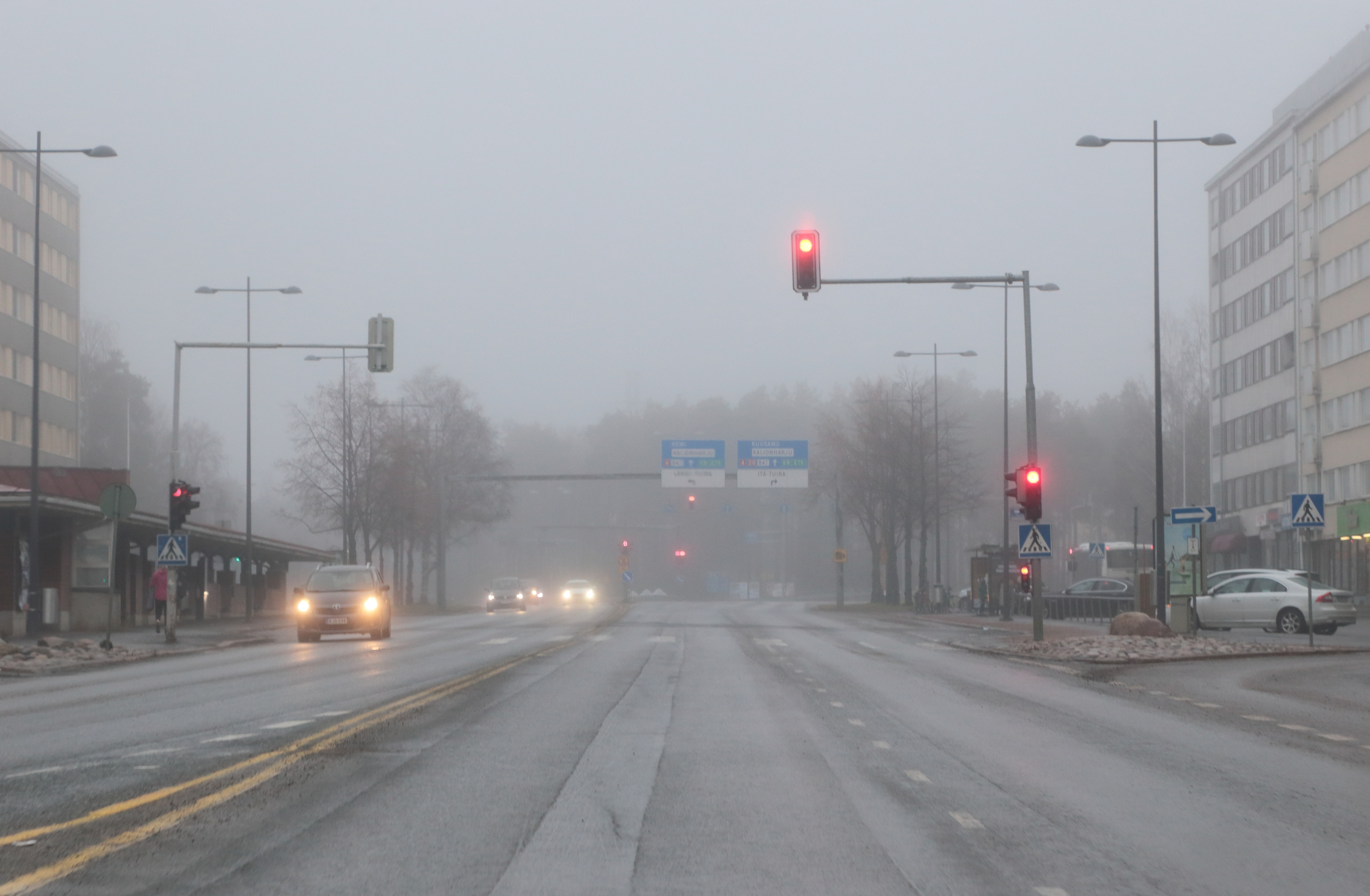
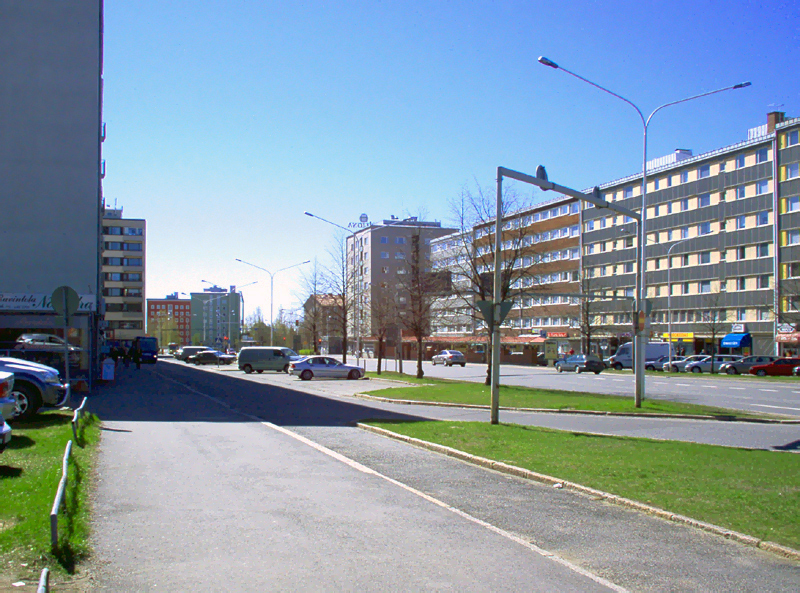